# Bikini Daze
Bikini Daze è l'EP di debutto della cantante danese MØ, pubblicato nell'ottobre 2013.

## Tracce
1. XXX 88 (feat. Diplo) – 3:42 (Karen Marie Ørsted, Ronni Vindahl, Thomas Pentz)
2. Never Wanna Know – 4:13 (Ørsted)
3. Dark Night – 3:22 (Ørsted)
4. Freedom (#1) – 4:09 (Vandahl, Ørsted)